# West-Azerbeidzjan
West-Azerbeidzjan (Perzisch: استان آذربایجان غربی Ostān-e Āzārbāijān-e Gharbī; Koerdisch: Azerbaycanî Rojawa; Azerbeidzjaans: غربی آذربایجان) is een van de 31 provincies van Iran. De provincie is gelegen in het noordwesten van het land en de oppervlakte beslaat 37.411 km². De hoofdstad van deze provincie is Urmia. Aan de oostkant van de provincie ligt het grootste meer van Iran, het Urmiameer.
Andere steden zijn:
- Bazargan, aan de grens met Turkije
- Bukan
- Cahriq
- Chaldoran
- Khoy
- Mahabad
- Maku
- Miandoab
- Naghadeh
- Oshnaviyeh
- Piranshahr
- Salmas
- Sardasht
- Serow, aan de grens met Turkije
- Shahindej
- Silvaneh
- Takab